# 尼奥尔塞夫尔河
尼奥尔塞夫尔河（法語：Sèvre Niortaise，法語發音：[sɛvʁ njɔʁtɛz]）是法國的河流，位於該國西部，河道全長158公里，平均流量每秒44立方米，發源自塞夫雷附近，最終在馬朗注入大西洋。

## 名称
在河名Sèvre Niortaise中，“Niortaise”为尼奥尔（Niort）的形容词形式，即“尼奥尔的”，故译为“尼奥尔塞夫尔河”。“尼奥尔”后缀是为了与另一条塞夫尔河（南特塞夫尔河）作区分。

## 外部連結
- http://www.geoportail.fr （页面存档备份，存于）
- Sandre数据库中的尼奥尔塞夫尔河 （页面存档备份，存于）